# Автошлях E12
Європейський маршрут E12 — європейський автомобільний маршрут від Му-і-Рана, Норвегія, до Гельсінкі, Фінляндія, загальною завдовжки 910 км. Траса, починаючись в Му-і-Рана, перетинає Швецію і, через поромну переправу, йде по Фінляндії по Фінській державній трасі № 3 до Гельсінкі.
Пором вирушає раз в день з Гольмсунда в Вааса. Є ризик, що пором буде незабаром скасований, адже він належить комерційній організації, а прибутку не приносить через низький пасажиропотік. Переправа не отримує державну допомогу, що надається тільки внутрішнім поромних переправ. Справа в тому, що в Швеції є принциповим питання про те, що міжнародні маршрути не повинні оплачуватися платниками податків. Проте поромна переправа підтримується містом Вааса.
Маршрут дороги проходить по містах Му-і-Рана - Стуруман - Люкселе - Умео - Гольмсунд - Вааса - Тампере - Акаа - Гямеенлінна - Гельсінкі.

## Галерея

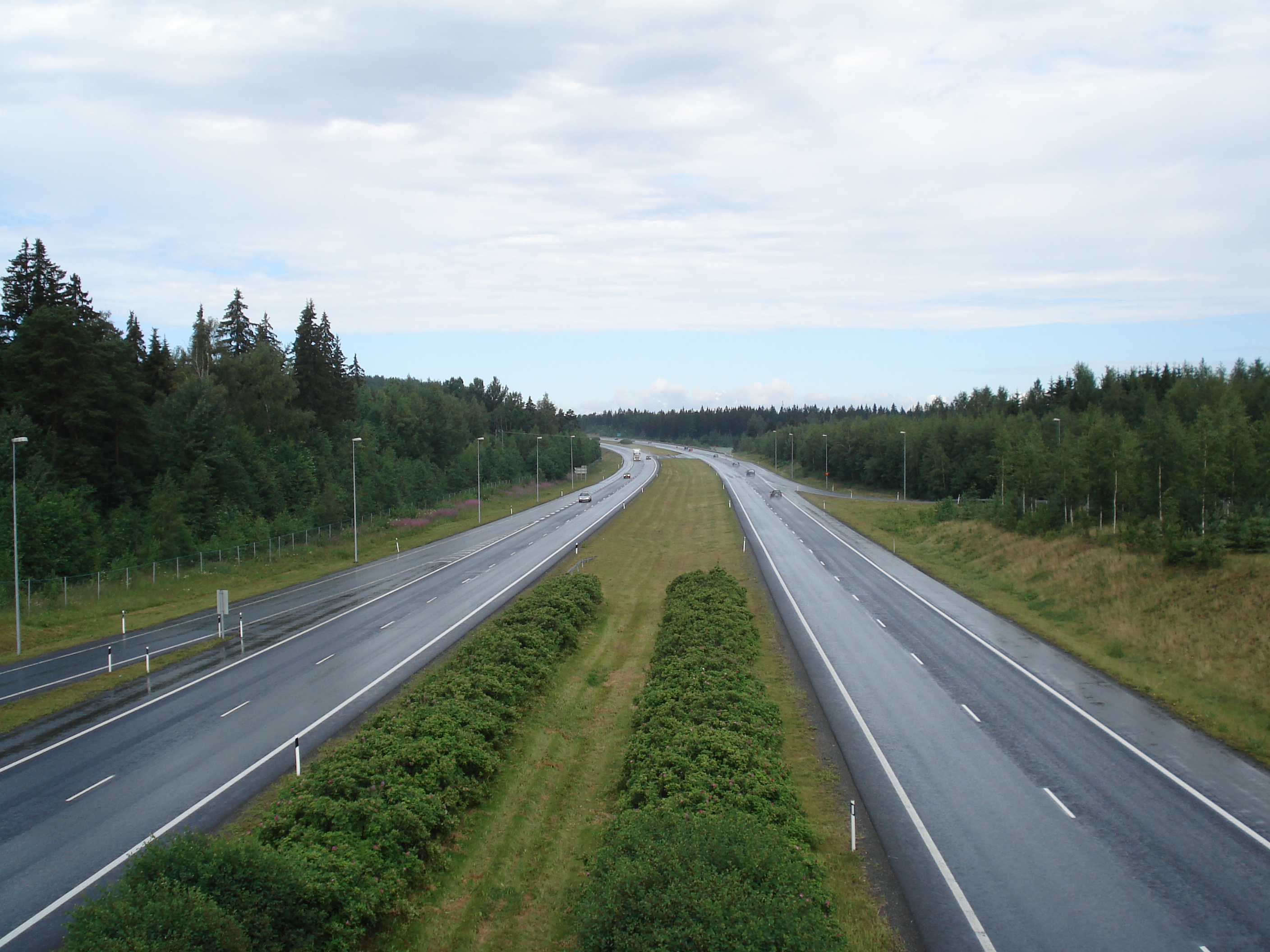
E12 в Паролі, Фінляндія
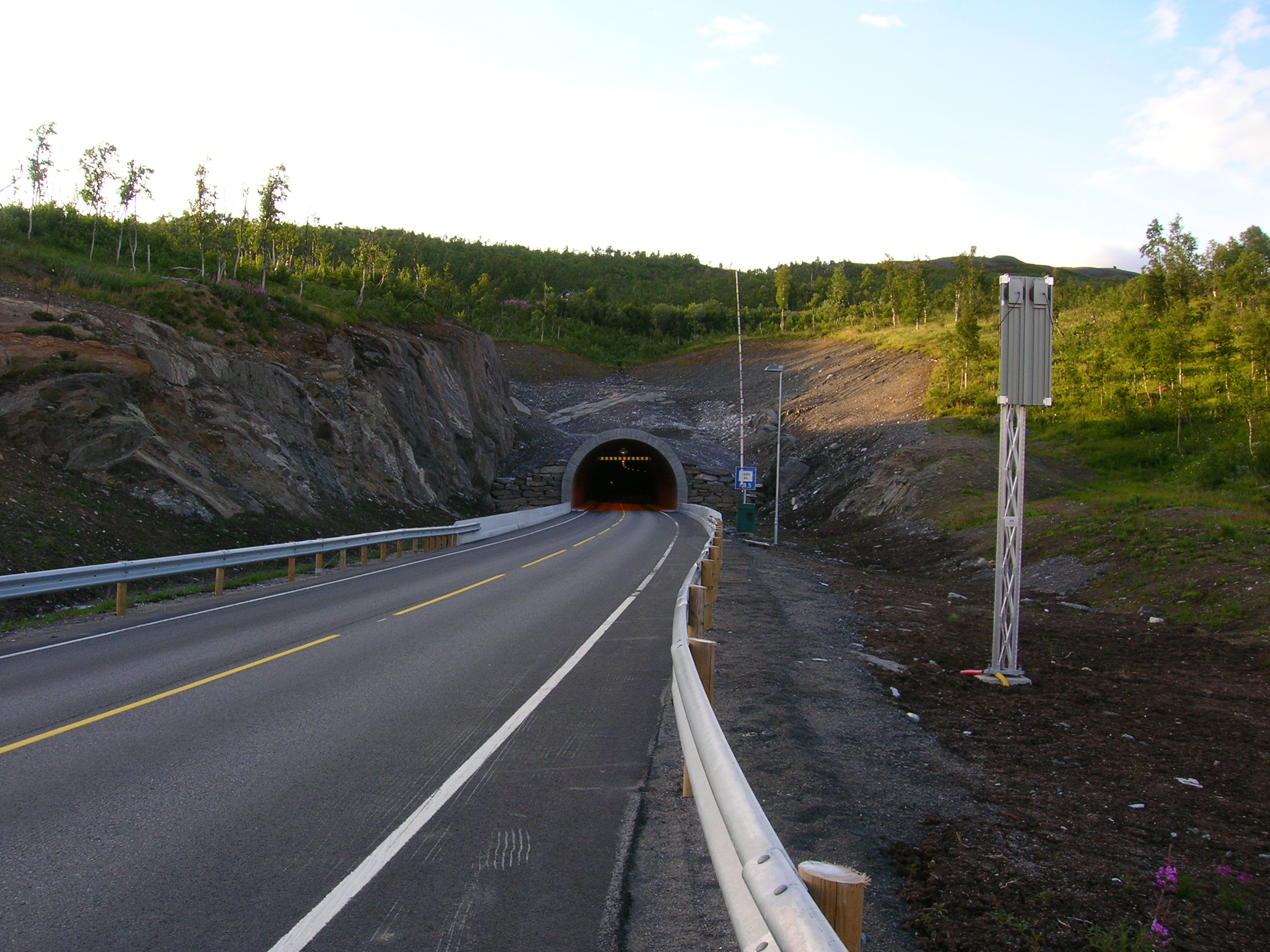
E12 в Норвегії

## Див. Також
- Мережа європейських автошляхів
- Блакитна Дорога (туристський маршрут)